# Friedeburg
Friedeburg est une commune et station balnéaire agréée de l’arrondissement de Wittmund en Basse-Saxe. Elle borde par l'Est les contreforts du geest de Frise-orientale, dont les avancées mordent les polders du Nord-Est. Avec 164 km2 Friedeburg est par sa superficie la 3e commune de Frise orientale. Elle compte 10 500 habitants et sa densité, 64 hab./km2, est l'une des plus faibles d'Allemagne. Friedeburg offre les trois principaux paysages de la Mer du Nord : les marécages, le bocage de geest et les tourbières.
Le nom de la commune vient d'un château fort, édifié en 1359 et rasé au XVIIIe siècle, qui fut tout au long de son existence la principale fortification de Frise orientale. Au Moyen Âge, la ville prospéra grâce à son abbaye et au fait qu'elle était sur la voie frisonne reliant Oldenbourg et le littoral. L’abbaye de Reepsholt, citée dans les sources dès 983 et aujourd'hui disparue, passe pour avoir été la plus ancienne de toute la Frise. Pas plus que pour le château fort, il ne subsiste de vestige du monastère. Mais les quartiers de Reepsholt et de Marx possèdent chacun une belle église.
Friedeburg tire son importance pour l’Allemagne de la présence des grottes souterraines d'Etzel, où sont stockées une bonne partie des Réserves stratégiques fédérales de pétrole. Friedeburg est une ville-dortoir de Wilhelmshaven, qui vit de son agriculture, du tourisme et de l'activité de petites entreprises. Elle est frontalière de cinq villes.

## Géographie

### Superficie
Friedeburg est la ville la plus méridionale de l'arrondissement de Wittmund, et la plus à l'est de Frise-Orientale. Avec une superficie de 164 km2, elle est, derrière Wittmund, la plus grande commune de l'arrondissement et, après Wittmund et Aurich, la 3e de Frise-Orientale. Sa densité de population (64 hab/km2) est particulièrement faible, même pour la région (148 hab/km2) et la Basse-Saxe (166 hab/km2) ou la République Fédérale (229 hab/km2). À son plus grand diamètre, en gros selon un axe Est-Ouest, le territoire de Friedeburg s'étend sur 18,4 km, depuis Aurich près Wiese-der-meer jusqu'à Hof Hohemey dans la banlieue de Sande (à l'Est). Elle s'étend sur 17 km selon un axe Nord-Sud, touche à l'extrémité nord de la forêt de Knyphausen et la limite sud du littoral de Bentstreek.
La grande ville la plus proche est Oldenbourg, à 43 km en direction du sud-est. Le grand port de Wilhelmshaven est à peu près à égale distance, et procure la majorité des emplois aux habitants : les faubourgs de Wilhelmshaven ne sont qu'à  20 km du noyau urbain de Friedeburg.

### Géologie et hydrographie
À Friedeburg on retrouve les trois paysages typiques de Frise-Orientale, à savoir les bocages de geest, les tourbières et les polders. C'est au Permien que se sont formés des dômes salins, comme on en trouve dans tout le Nord de l'Allemagne (mais sous une forme différente). Disséminés sous le sol de la commune de Friedeburg, ils sont surtout exploitables dans le quartier d'Etzel, à une profondeur variant entre 750 et plus de 4 000 m. Les couches superficielles du territoire communal remontent au Pléistocène et à l’Holocène, comme ailleurs en Frise orientale. Le geest notamment date du pléistocène, les marécages et tourbières recouvrent des couches de l'holocène.
Le geest, qui recouvre la partie centrale, la plus étendue, du territoire communal, est la plus ancienne de ces trois formations. La régression de la glaciation de Saale a donné naissance à des dépôts morainiques de limon et de cailloux. À Friedeburg, cette couche est épaisse d'environ 80 cm. On trouve dans les limons des pierres plates, dont les plus grosses furent utilisées dès la préhistoire pour construire des allées couvertes. Avec le retrait des glaciers, les galets et sables abandonnés ont formé des collines (quartier Marx) et des môles (quartier d'Etzel). La couche superficielle de sable présente une épaisseur moyenne de 50 cm à 1 m.
Les tourbières se trouvent surtout aux franges ouest et sud de la commune : mises en culture depuis des siècles, elles sont largement artificialisées. Il s'agit de laisses de la grande tourbière de Frise orientale, qui s'étendait dans l'Antiquité à peu près sur les communes d'Aurich, de Großefehn, de Wiesmoor, de Friedeburg et même d'Uplengen. La flore ombrotrophe (ombrotrophie de plateau) s'est formée à la fin de la glaciation à partir des lichens décomposés. Il y a aussi de petites tourbières à la transition entre geest et marécages au centre de la commune.
Les zones marécageuses se trouvent à l'Est : il s'agit de zones asséchées d'une poche fossile de la baie de la Jade (le Schwarzes Brack). Ces marécages sont faits d'une boue noirâtre, trop lourde et trop difficile à retourner pour l'agriculture, et où le limon domine.
Friedeburg abrite aussi un chenal d'évacuation servant principalement à l'assèchement des prairies inondables. Ce chenal est orienté en gros Ouest-est et se déverse dans le chenal d'Ellenserdamm près de Dangast, dans la baie de la Jade. Le chenal de Reepsholt, plus modeste, lui est à peu près parallèle.

### Climat
Friedeburg appartient à la zone tempérée. Le climat est sous influence de l'anticyclone des Açores. Selon la classification de Köppen, Friedeburg appartient à la catégorie Cfb, la lettre Cf désignant un climat tempéré chaud sans saison sèche, où la température moyenne du mois le plus froid est comprise entre 18 °C et −3 °C et celle du mois le plus chaud est supérieure à 10 °C. Les précipitations d'un climat de type Cf: climat océanique sont mensuelles et le mois le plus sec présente au moins un volume de précipitations minimum de 60 mm. Le sous-type b (étés tempéré) est caractérisé par une température moyenne du mois le plus chaud inférieure à 22 °C, avec au moins quatre mois à plus de 10 °C en moyenne. Ainsi l'été les températurees sont moins élevées que dans l'arrière-pays, et l’hiver elles sont plus élevées.
Il y a des conditions climatiques particulières aux tourbières ombrotrophes présentes au sud et à l'ouest de la commune. Compte tenu de leurs particularités biologiques, les différences de température jour-nuit sur une tourbière ombrotrophe sont extrêmes. L'été, la température du substrat peut s'élever au point de provoquer l'ignition du végétal. L'exploitation de la tourbe et le drainage qui l'accompagne font que ces contrastes thermiques sont désormais presque insensibles. Mais le nombre de jours de gel dans les tourbières est nettement plus élevé qu'ailleurs : on assiste fréquemment à des épisodes de gel prématuré et tardif. Comme toutes les tourbières, celles-ci sont en outre régulièrement couvertes de brume.

### Zones protégées

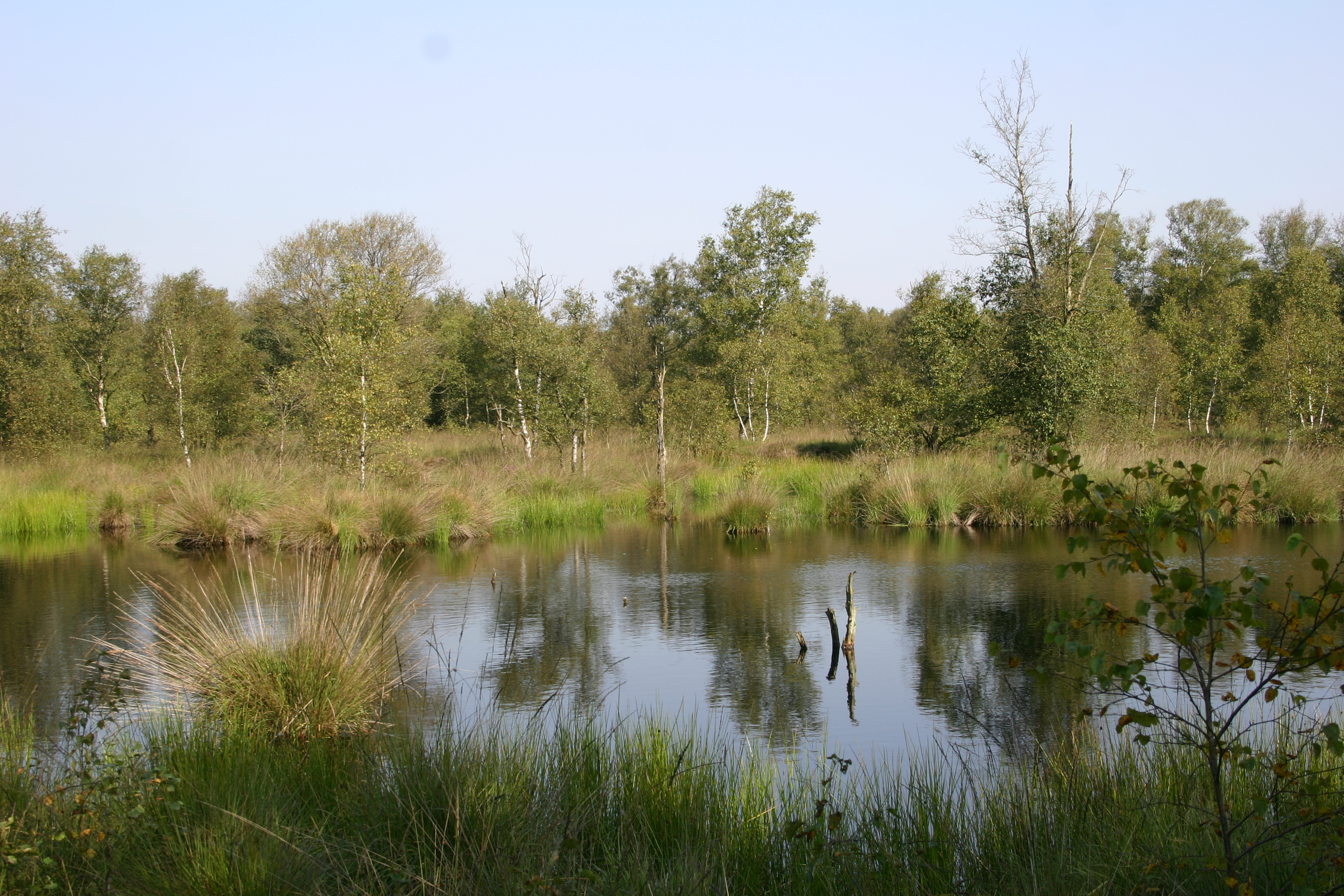
La tourbière de Kollrungen, zone naturelle protégée.

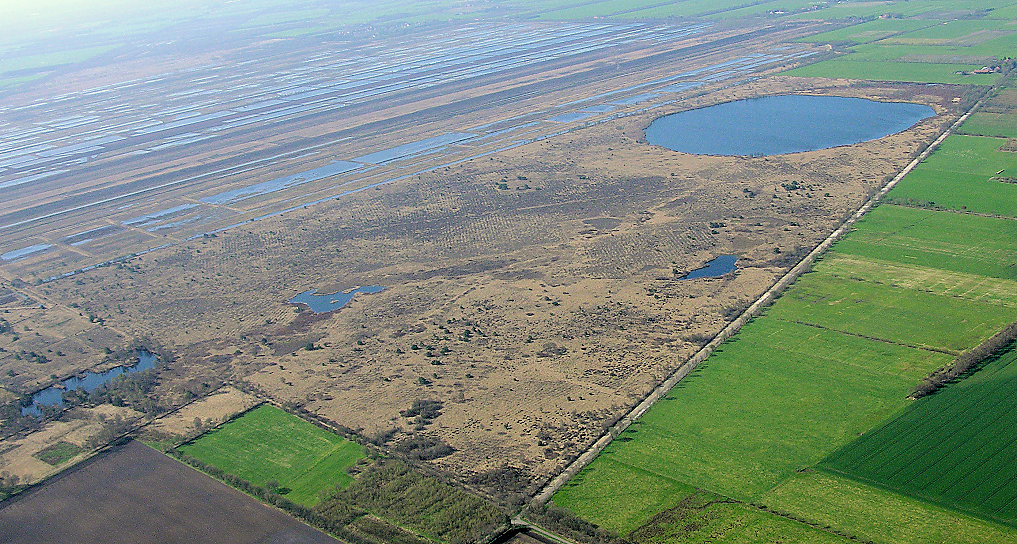
Panorama sur le lac de Lengen depuis le Nord-est ; le boulevard à droite marque la limite avec la commune d’Uplengen

La commune, très vaste, abrite plusieurs espaces naturels et spécimens remarquables. La Zone naturelle protégée de la tourbière de Kollrungen dans le quartier de Wiesedermeer (empiétant sur le quartier de Brockzetel à Aurich) possède une superficie de 279 ha ; comme la tourbière de Sumpfmoor Dose (d'une superficie totale de 43 ha, classée depuis 1994), que Friedeburg partage avec sa voisine Schortens dans l’Arrondissement de Frise, c'est une ancienne exploitation de tourbe. La tourbière abandonnée a été colonisée par une forêt de bouleaux, mais certains secteurs ont pu être remis en eau. Le Lac de Schwarzes Meer près du quartier Marx est le seul lac de moraine de Frise Orientale, et la zone de protection alentour recouvre quelque 15 ha. En outre, si une petite partie de la Zone Naturelle du Lac de Lengen se trouve à Friedeburg, le lac de tourbière de Hochmoor et l'essentiel de la Zone se trouve à Uplengen, et c'est la raison pour laquelle c'est l'arrondissement de Leer qui gère ces espaces. Le reste dépend de l'arrondissement de Wittmund.
La zone naturelle protégée de Stroot à Friedeburg s'étend sur 20,6 ha. Sa forêt est zone protégée depuis 1966, et le grand espace boisé de Bült (6,9 ha) près de Horsten depuis 1957. Un chêne ancien du quartier de Dose a été classé en 1939, ainsi que deux vieux hêtres entre Friedeburg et Marx (1976).

## Histoire

### Préhistoire

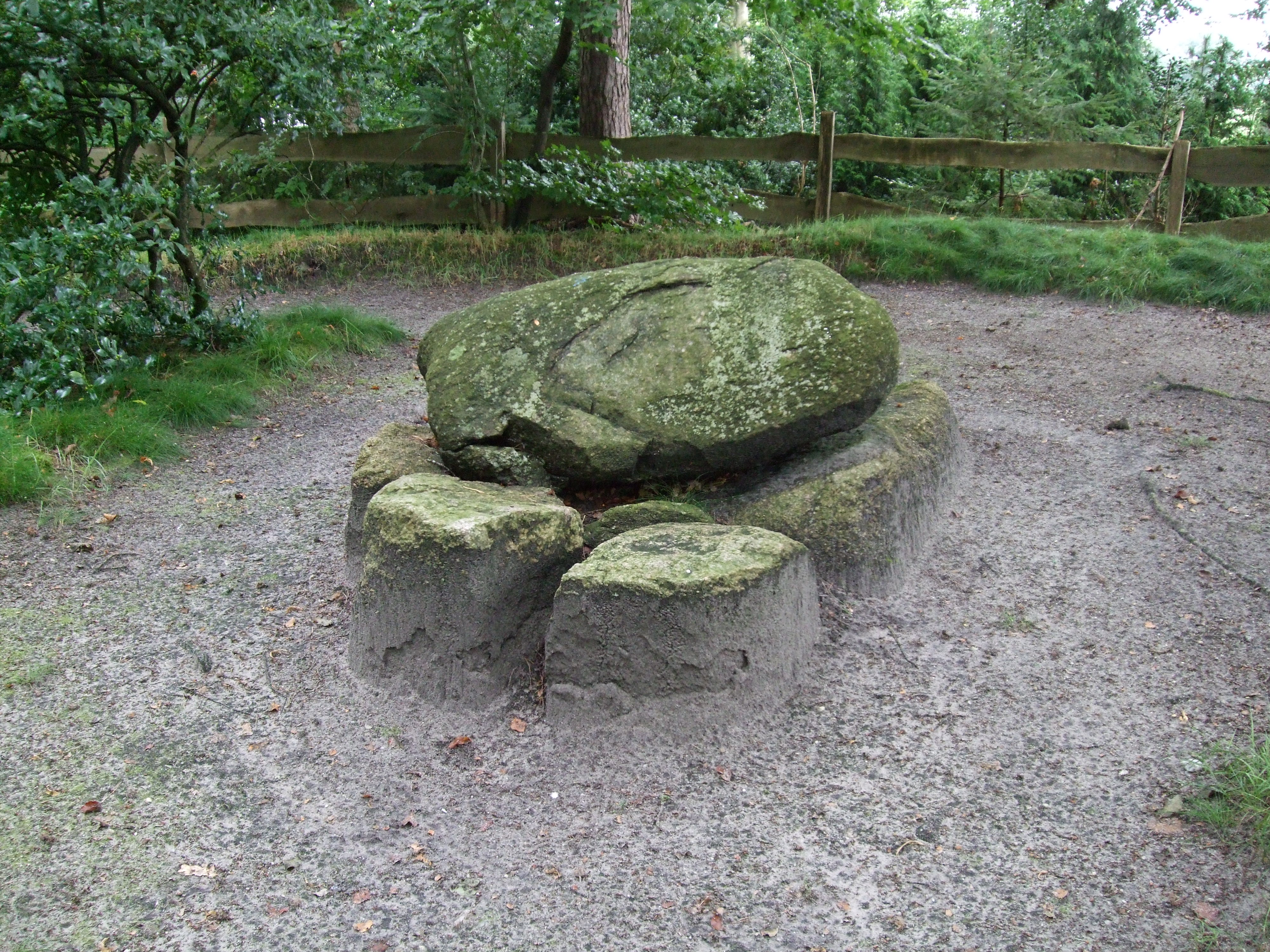
Une tombe mégalithique près d’Etzel

Les fouilles archéologiques menées dans la région montrent qu'elle était habitée dès la préhistoire. Les tumulus de Rispel sont les vestiges les plus visibles de l'Âge du bronze ancien (vers 2000 av. J.-Chr.). Des quelque 100 tumulus historiquement attestés, seuls trois ont été conservés. L’allée couverte des environs d'Etzel, une tombe comportant quatre piliers et deux dalles de couverture, remonte aussi au Bronze Ancien. Non loin d'Horsten, on a dégagé en 1963 un bloc erratique de 1 m de hauteur, surnommé « Pierre du Soleil » parce qu'on a retrouvé sur sa face inférieure 17 cercles concentriques gravés. Un croquis de ces dessins figure sur un panneau à proximité du lieu de la découverte ; la pierre elle-même est conservée à l'école primaire de Horsten.
On présume qu'il exista dès cette époque des chemins dont la Voie frisonne reprit plus tard le tracé. Ils permettaient de rallier la région d'Oldenbourg en longeant les geest par la côte, évitant ainsi les tourbières impraticables. Ce n'étaient guère des chemins au sens moderne, mais plutôt des clairières assez larges. La Voie frisonne, dans le sens de Neuenburg, suivait à peu près le tracé de l'actuelle Bundesstraße 437 et continuait vers le Nord. À peu près à hauteur de Rispel il y avait un carrefour vers Aurich, Wittmund et Jever.

### Haut Moyen Âge

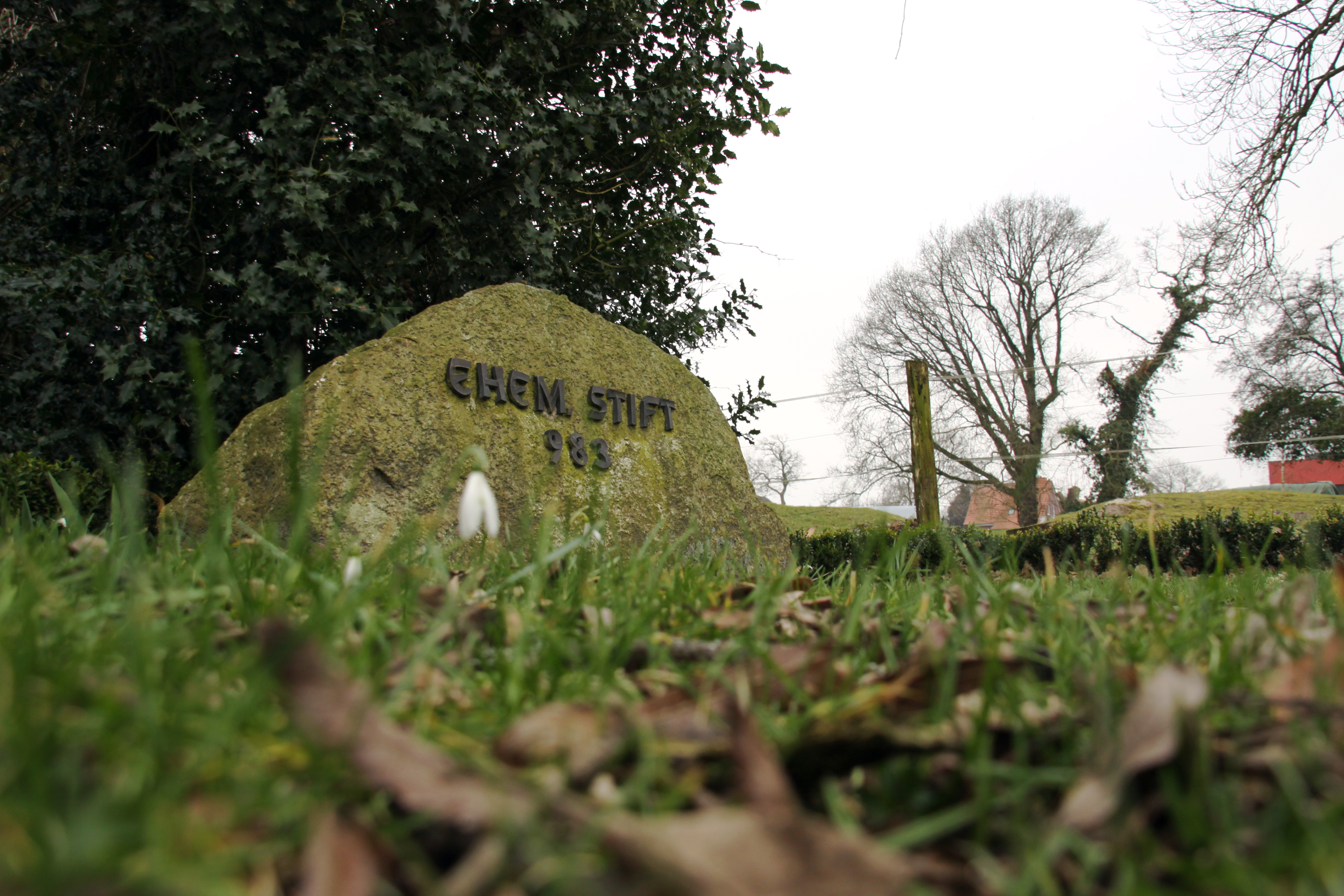
Stèle commémorative marquant l'emplacement de l'ancienne abbaye de Reepsholt

On trouve à Friedeburg les cercles mégalithiques médiévaux d’Oll Gries et du Chien le long de la Voie frisonne, la vieille route reliant Oldenbourg à la Frise orientale.
C'est aussi à Friedeburg que fut construite la première abbaye de Frise Orientale, l'Abbaye de Reepsholt, qui ne fut d'abord qu'une congrégation. Cette congrégation est évoquée pour la première fois dans un décret de l’empereur Othon II de l'an 983. Deux sœurs de l'abbaye, Reingerd et Wendila, remirent l’abbaye à l’Évêché de Brême. L'évêché dota l'abbaye de douze chantres, qui n'appartenaient à aucun ordre religieux en particulier. L'abbaye de Reepsholt fut la seule abbaye frisonne dépendant du diocèse de Brême. Pour cette raison, elle devait jouer un rôle particulier dans l'évangélisation du pays mais aussi dans la défense des côtes, car au début du Moyen Âge pouvoir temporel et pouvoir spirituel se confondaient souvent. Fief de l’évêché, les comtes de Frise ne devaient donc pas y exercer leur pouvoir justicier ; pourtant aux siècles suivants, les comtes d’Oldenbourg furent juges pour toutes les terres, y compris ecclésiastiques, de leur fief d'Œstringen ; et la distinction disparut peu à peu. L’abbaye se dressait à un emplacement stratégique, entre la Voie frisonne et le chenal navigable de Reepsholt menant à la Mer du Nord. Au début l’abbaye ne disposait que d'une chapelle, qui servait autant d'église paroissiale que d'abbaye. Vers 1140, les chroniques rapportent la construction d'une deuxième église à Reepsholt. L'abbaye se dressait à un emplacement stratégique, entre la Voie frisonne et le chenal navigable de Reepsholt menant à la Mer du Nord. Au début l’abbaye ne disposait que d’une chapelle, qui servait autant d’église paroissiale que d’abbaye. Vers 1140, les chroniques rapportent la construction d’une deuxième église à Reepsholt. C’est peut-être pour cette raison que l'abbaye de Reepsholt entra en décadence bien avant la Réforme, contrairement aux autres abbayes de Frise Orientale. On invoque aussi à ce propos l’expansion de la baie de la Jade, amorcée par l’Inondation de la Sainte-Julienne du 17 février 1164, parce que la congrégation possédait plusieurs des terres inondées. La vie religieuse se recentra autour de la nouvelle église paroissiale, l’abbaye se déserta peu à peu et elle fut rasée définitivement en 1535.
Les toponymes de Horsten, Marx et Etzel n’apparaissent qu’en 1134 dans les sources, à l’occasion de la construction des chapelles de l’avouerie du monastère de Reepsholt. Jusqu'à la fin du XVe siècle, la commune sera inféodée au pays d’Östringen.

### Le temps des féodaux

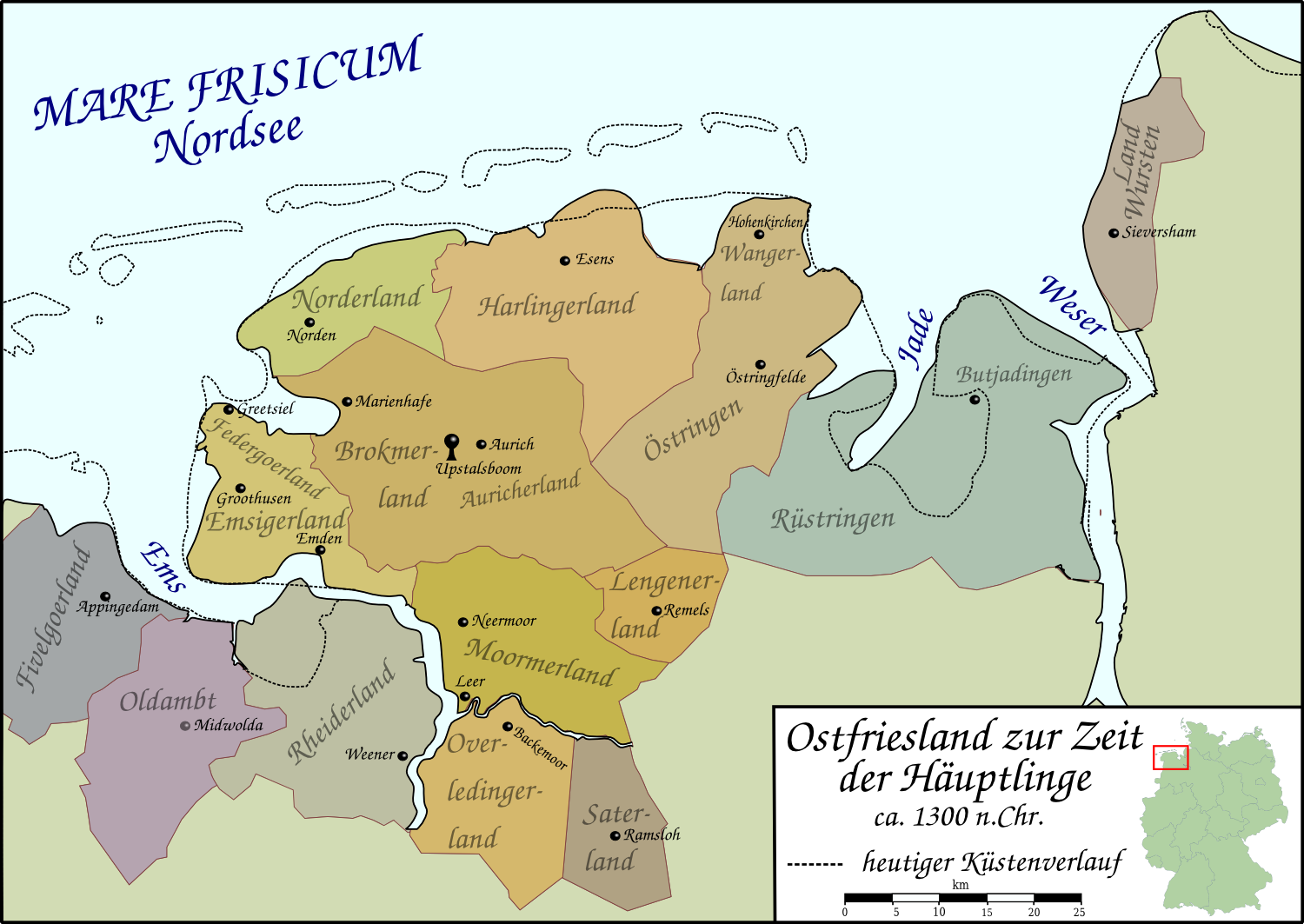
Carte politique de la Frise Orientale à l'époque des hobereaux.

Le nom de « Friedeburg » fait référence à un château, le château de Friedeburg, qui se dressait autrefois au sud-est de la ville. Le château fut construit en 1359 (mais d'autres sources indiquent 1370) par Edo Wiemken l'Ancien pour en faire un poste de garde important le long de la stratégique Voie frisonne : il était ainsi possible de contrôler les échanges commerciaux. D'abord maison forte munie de tours, Friedeburg devint au fil des siècles le plus gros château de Frise Orientale, et le principal rempart contre les incursions du Comté d'Oldenbourg ennemi.
Au XVe siècle, Friedeburg changea de maître à plusieurs reprises. Un hobereau local, Hayo Harlda de Jever, s'efforçait depuis les années 1430 d'étendre son autorité sur la majeure partie du Wangerland et d’Östringen. Il ne put cependant conserver bien longtemps le château de Friedeburg contre les assauts du comte Thierry d'Oldenbourg : le 26 octobre 1435, les prébendes de Marx, Etzel, Wiesede et Horsten ainsi que le château de Friedeburg faisaient leur soumission au comte d’Oldenbourg. Toutefois : « Ces places paraissant difficile à défendre, le comte les revendit aux seigneuries d’Œstringen et du Harlingerland. Par la suite, le château devint le palais du modeste fief du baron Cirk de Friedeburg, qui toutefois annexa vers le milieu du XVe siècle l'abbaye de Reepsholt. » Ce dernier s’allia avec le successeur de Thierry, Gérard l'Intrépide (ou le Querelleur). Pour faire pièce à l'expansionnisme des comtes d'Oldenbourg vers le Nord, la comtesse Theda de Frise fit à son tour alliance avec le hobereau Sibo Attena d’Esens en 1473, et peu après les seigneurs de Jever, Gödens, Inhausen et Kniphausen se joignirent à cette ligue. Lorsque Cirk de Friedeburg mourut en 1474, la comtesse Theda anticipa l'occupation de Friedeburg par les princes saxons d'Oldenbourg, et par la même occasion elle fit échec à une possible annexion d'un baron de Jever, Edo Wiemken le Jeune. Ce coup de main fut exécuté par Hero Omken d’Esens, dont la régence était assurée par Hero Mauritz Kankena (de la lignée des seigneurs de Reepsholt-Dose, établie par la suite à Dornum). Kankena se proclama en 1477 seigneurs de Dornum et de Friedeburg. Capturé en 1479-80 au cours des guerres avec les comtes d'Oldenbourg, il devait payer rançon ; la comtesse Theda profita de l'occasion : moyennant 5 000 florins rhénans, elle libéra le prince de Kankena en lui rachetant par là-même la souveraineté sur Friedeburg.

### Friedeburg sous le règne des Cirksena (de 1481 à 1744)

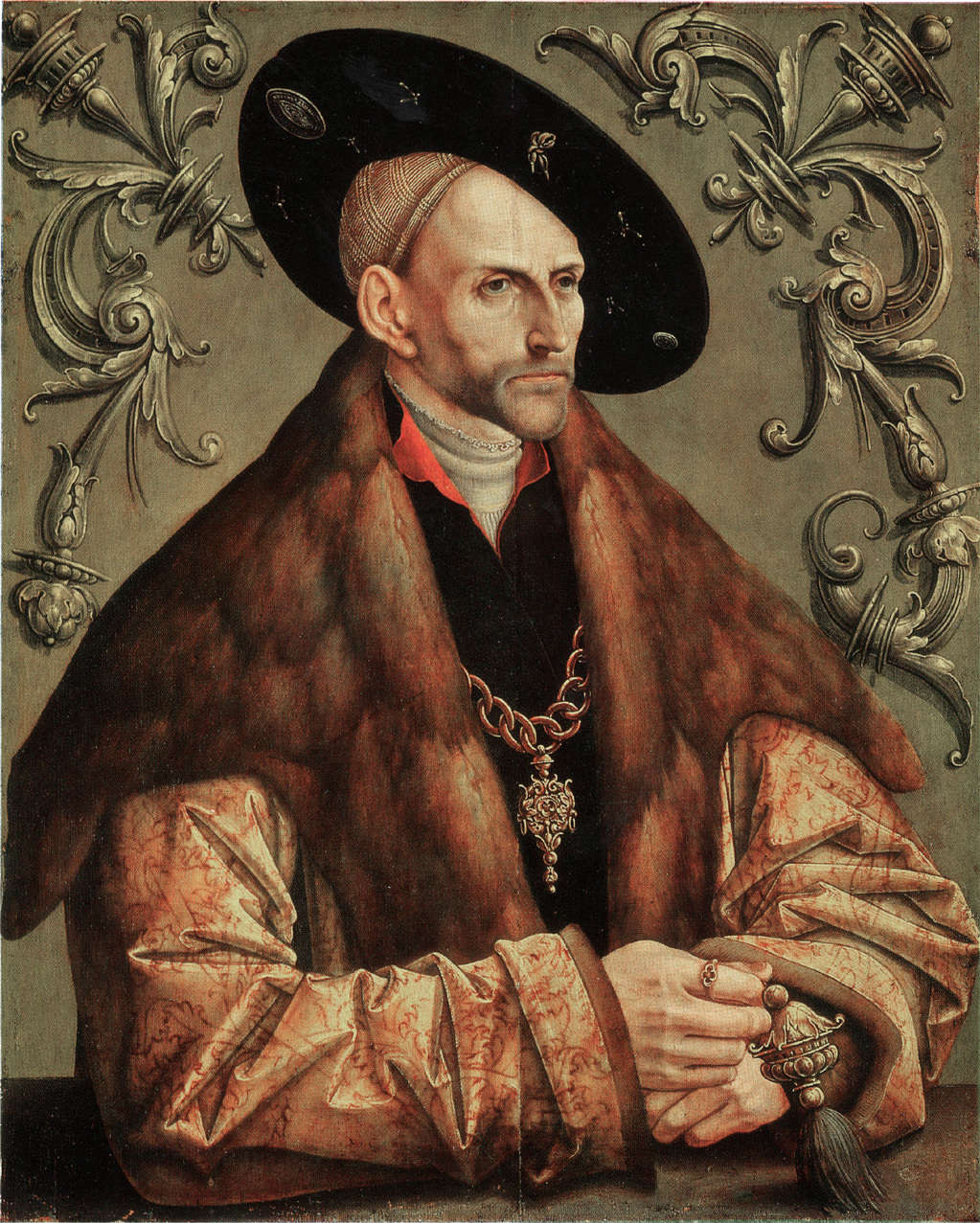
Le comte de Frise Edzard Ier (vers 1520-30). Portrait de Jacob Cornelisz van Oostsanen. Edzard monta sur le trône après la noyade accidentelle de son aîné, dans les fossés du château de Friedeburg.

La châtellenie de Friedeburg forma désormais avec les terres ecclésiastiques de Reepsholt, Leerhafe, Marx, Wiesede, Etzel, Horsten et Zetel une principauté indépendante. Dès 1481 elle devint un bailliage frison, alors qu'il fallut attendre la succession de Berum (1600) pour que le Harlingerland, c'est-à-dire la partie nord et centrale de l'actuel arrondissement de Wittmund, soit définitivement rattaché à la Frise Orientale. Les faides avec les comtes d'Oldenbourg perdurèrent jusqu'en 1486.

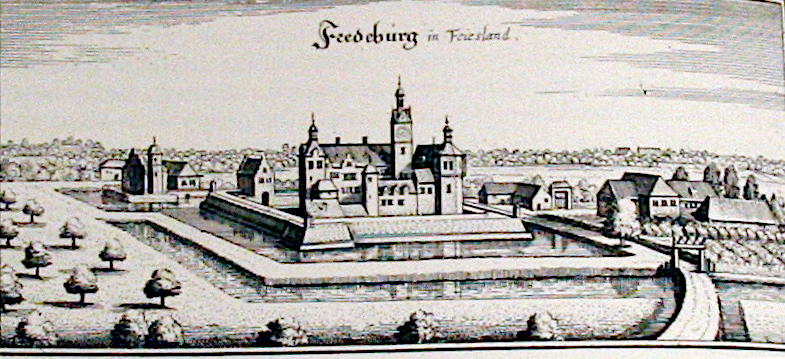
Les fortifications de Friedeburg : gravure de la seconde moitié du XVII

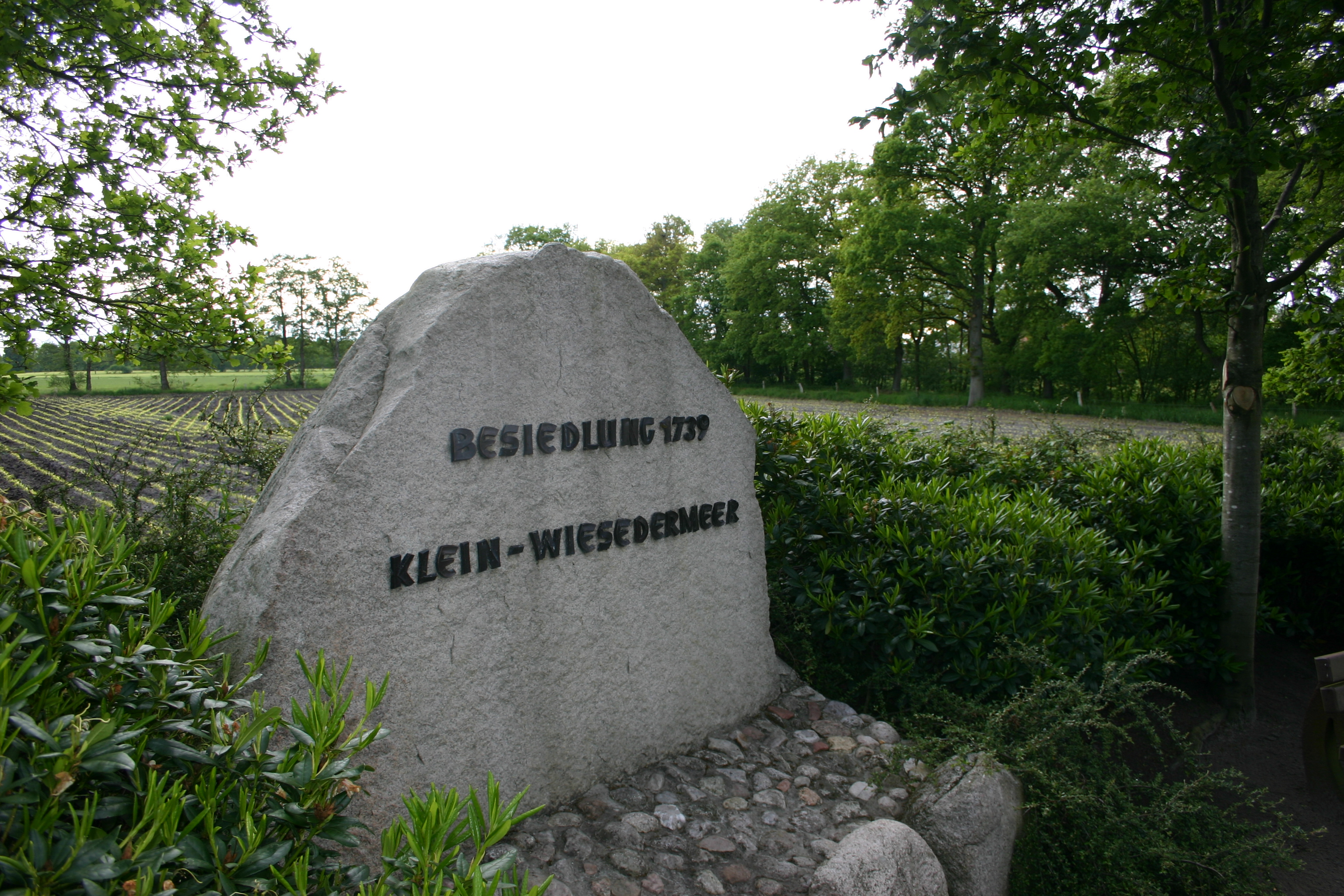
Stèle commomérant la fondation de Wiese-der-meer.

Le château de fut en 1491 le théâtre d'une affaire de cœur aux conséquences importantes tout autant pour la dynastie régnante que pour toute la Frise : le sénéchal de Friedeburg, Engelmann von Horsten, était amoureux de la fille du comte, Almuth, et organisa son enlèvement depuis le palais d'Aurich ; Engelmann et Almuth se réfugièrent au château de Friedeburg. Ennon, le fils aîné du comte Ulrich et de la comtesse Theda, de retour de son pèlerinage à Jérusalem, mit le siège devant la forteresse. Après avoir menacé le ravisseur des pires représailles, Ennon poursuivit Engelmann à travers les fossés gelés, mais la glace céda et il mourut noyé. C'est ainsi que la couronne comtale revint au cadet des Cirskena, Edzard, à la mort de sa mère en 1494. Ce prince ambitieux reste dans les annales frisonnes comme « Edzard le Grand ».
Au cours des années 1514–1517, la Frise refusant de se soumettre au duc Georges de Saxe, le château de Friedeburg tint bon malgré le siège par des armées de Brunswick et de Saxe, mais le gouverneur de la place, Rippersbusch rendit les clefs de la ville en échange de la liberté de ses hommes. Le comte Edzard le Grand parvint pourtant à reconquérir le château le 27 septembre 1517.
Vers 1600, les officiers et employés du comté formèrent une colonie villageoise Auf dem Endel, au nord-ouest du château. Au cours de la guerre de Trente Ans, la Frise orientale, devenue terre de repli pour les belligérants, fut occupée à trois reprises. C'est surtout la première invasion, celle de l'armée d’Ernst von Mansfeld, qui accabla la population par les exactions des mercenaires. Les troupes du général von Mansfeld n'occupèrent pas seulement le château de Friedeburg, mais aussi l'abbaye de Reepsholt, qui à cette occasion subit les plus gros dommages.
Alors que l'assèchement et la mise en culture des tourbières se fut amorcé dès 1633 (avec notamment le drainage de Großefehn), la région de Friedeburg demeura vierge de toute culture jusqu'en 1733 : cette année-là, le conseiller Sebastian Eberhard Jhering (1700-1759), qui est aussi le fondateur de Jheringsfehn dans la commune de Moormerland (arrondissement de Leer), entreprit de défricher la petite tourbière de Wiese-der-Meer. Le premier contingent de colons arriva en 1739, mais, mal préparés aux tâches agricoles, ils finirent par quitter l'endroit quelques années plus tard, et ce n'est qu'à partir de 1760 que la colonisation reprit, et en 1785, elle commençait même à s'étendre.

### De l'annexion prussienne de 1744 à la Grande Guerre
Après la mort prématurée en 1744 du dernier comte de Cirksena, Charles-Édouard, la Frise orientale échut à la Prusse en vertu d'une revendication remontant à la fin du XVIIe siècle.
Le château de Friedeburg a été rasé en 1763 sur ordre de Frédéric II de Prusse, car il n'avait plus aucun intérêt militaire et menaçait ruine. En 1766, à la suite du décret d'annexion des friches à la Couronne (Urbarmachungsedikt, 1765), le souverain prussien fonda la colonie de Hopels, autour de la tourbière de Zentralmoor située au sud-ouest de Friedeburg. Comme plusieurs de ces colonies frisonnes nées dans les trente années suivant l'Édit du roi Frédéric, celle de Hopels fut bientôt frappée par la misère : les colons s'y adonnaient en effet à la culture sur brûlis ; or par cette technique le sol des tourbières perd énormément en fertilité, si bien qu'il fallut après cela laisser s'écouler une vingtaine d'années avant de pouvoir reprendre les cultures.
D’un point de vue économique, les faubourgs de Horsten (comptant alors 76 ouvriers et marchands en 1756), de Marx (64), d’Etzel (51) et avec Abstrichen aussi celui de Reepsholt (22) prirent la tête des communautés de la région : Etzel était renommée pour ses filatures, Horsten et Marx suivaient de près avec 82 professionnels. Le centre de Friedeburg n'eut au contraire jamais un grand rôle économique : à peine les statistiques de Prusse y recensèrent-elles une année jusqu'à neuf ouvriers et marchands. Dans les décennies qui suivirent, Etzel surtout s'imposa comme une ville drapière. Jusqu'en 1800 le nombre de tisserands se maintint jusqu'à 60. Ces ouvriers travaillaient aussi bien à leur compte que pour un salaire.
À l'issue des batailles d’Iéna et d’Auerstadt; la Frise orientale fut annexée au Royaume de Hollande, qui fut à son tour intégré en 1810 à l’Empire français. La campagne d'Allemagne  ramena pour quelques mois la Frise Orientale dans le giron de la Prusse. Les alliés s'accordèrent au Congrès de Vienne sur un vaste redécoupage des territoires anciennement occupés par les Français, et cela concernait naturellement la Frise. La Frise orientale échut ainsi au Royaume de Hanovre et conserva cette tutelle même après l’Unité allemande.
En 1839, le fief de Gödens fut annexé à la sénéchaussée de Friedeburg, qui comprenait les bailliages de Horsten et de Reepsholt. En 1859 Friedeburg perdit son statut de siège administratif et fut rattachée en 1885 à la sénéchaussée de Wittmund qui devint, la même année, « arrondissement de Wittmund ».
Lors du remembrement des biens communaux, au milieu du XIXe siècle, le comte zu Innhausen und Knyphausen fit l’acquisition du gros des terrains de Reepsholt, mais ceux-ci offraient peu de perspectives pour l'exploitation agricole. C'est pourquoi il planta en 1873 une exploitation forestière, qui existe toujours, la forêt de Knyphausen. Vers la fin du XIXe siècle, le comte Carl Georg von Wedel (1827-1898) se lança dans une exploitation de ce genre dans les environs de Wiese, à l'emplacement d'une ancienne prairie.
Les infrastructures communales se développèrent véritablement à partir des années 1870. Ce fut d'abord, en 1870, la construction de la chaussée empierrée de Friedeburg à Wittmund via Reepsholt, jusque-là simple chemin. Au nord du village, on creusa entre 1880 et 1888 le canal de l'Ems à la Jade, qui relie Emden à Wilhelmshaven. Dès 1850, les autorités de Frise Orientale avaient proposé, en vain, de prolonger le fossé de drainage de Großefehn au-delà de la tourbière et de traverser Friedeburg pour rejoindre la Baie de la Jade. La construction du canal de l'Ems à la Jade, outre qu'elle allait occuper de nombreux travailleurs du pays pendant huit ans, contribua fortement à améliorer l'économie des communes desservies, en permettant l'apport massif d'engrais pour les cultures.

### République de Weimar
Au terme des Élections législatives allemandes de 1920, malgré l'émergence du Mouvement national-libéral, les libéraux conservaient la majorité à Friedeburg comme dans tout le reste de la Frise Orientale. Contrecoup de la Grande crise de 1923 et de l'appauvrissement d'une grande partie de la population, notamment les petits paysans, il y eut une nette poussée à l'extrême droite dans les régions de tourbière et particulièrement dans l'arrondissement de Wittmund. Au cours des années suivantes, la région de Friedeburg devint un bastion politique des mouvements völkisch et nazi.
La constitution de sections locales des Casques d'Acier joua un rôle considérable dans cette poussée de l'extrême-droite : dès 1923, elles étaient particulièrement actives dans l'arrondissement de Wittmund. Aux élections du Reichstag de 1920, puis de nouveau en mai 1924, une liste « Völkisch-nationale », coalition du Parti populaire allemand de la liberté et du parti nazi, mobilisait une grande partie de l'électorat : ainsi en comptant les voix remportées par le Parti national du peuple allemand (DNVP), l'extrême-droite nationaliste réunissait aux élections de mai 1924 plus de 60 % des suffrages, mais cette tendance était déjà sensible dans certaines communes de l'arrondissement de Wittmund dès les élections de 1920 (94,5 % des voix à Friedeburg , 86 % à Hesel et 76 % des voix à Wiesede). La première section du parti nazi de l'arrondissement fut créée à Wiesede en janvier 1928. Son fondateur était un maître-cordonnier de Friedeburg, Heinrich Bohnens. Il fut par la suite le seul député nazi de l'arrondissement de Wittmund.

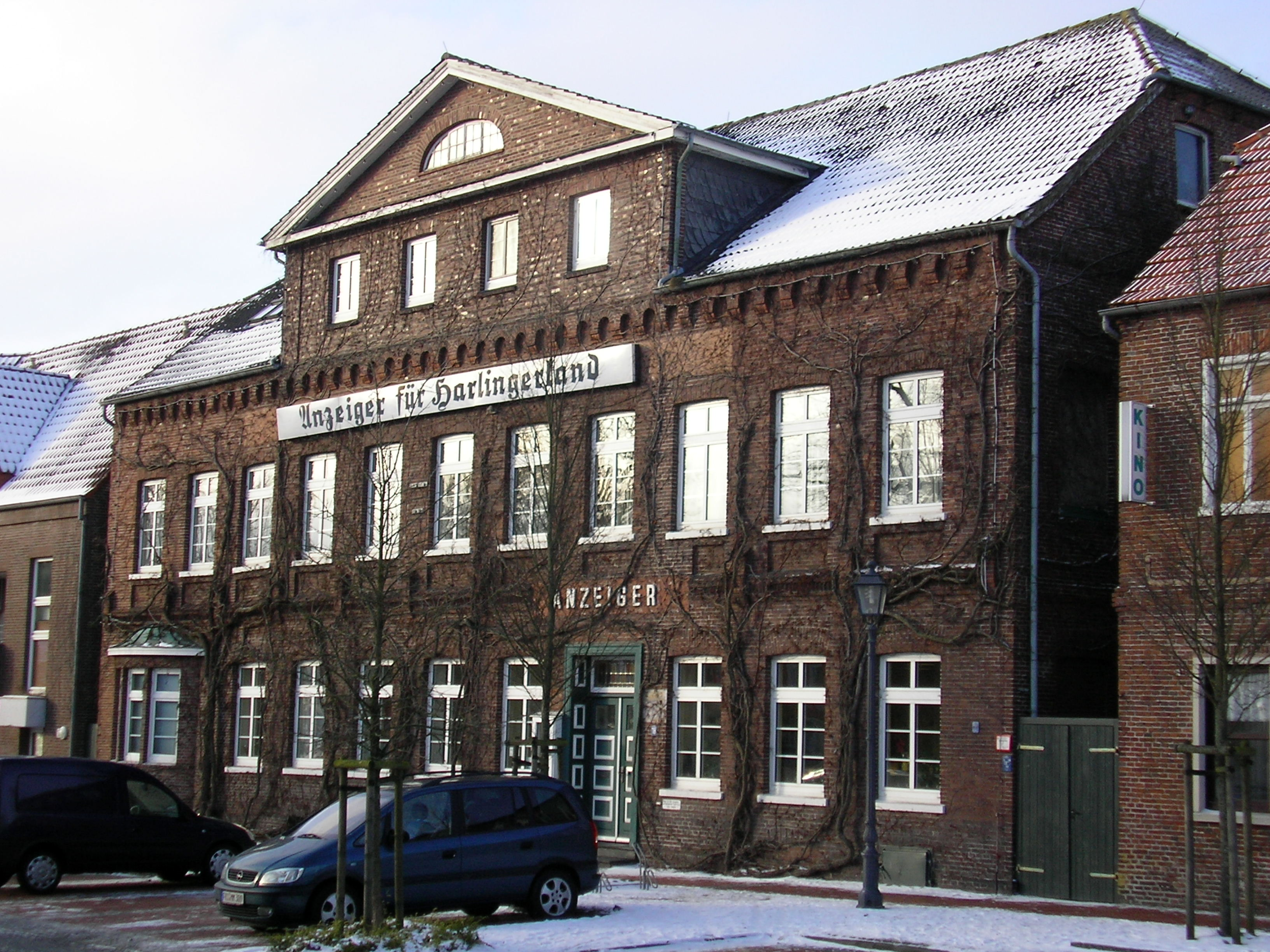
Le siège du quotidien local, l’Anzeiger für Harlingerland.

Outre les instituteurs et les pasteurs des villages isolés de l'arrondissement, les fonctionnaires, et les magistrats, ce fut surtout l'unique journal local, l’Anzeiger für Harlingerland, qui par ses communiqués sur les activités de la section locale du parti, contribua à propager l'idéologie nazie entre la fin des années 1920 et le début des années 1930. Dans la seule étude exhaustive consacrée pour l'instant à la poussée de l'extrême-droite, puis des nazis dans l'arrondissement de Wittmund, Inge Lüpke-Müller estime qu’« une conjonction fâcheuse de plusieurs facteurs » y a contribué : outre les facteurs économiques, elle rappelle l'enracinement ancien des convictions conservatrices, antidémocratiques dans le pays. Elle a été favorisée par la Presse, les pasteurs et certains fonctionnaires en vue de l'arrondissement. Les partis d'opposition comme le SPD sont restés passifs trop longtemps, ce qui tient particulièrement à la structure socio-économique rurale de Friedeburg, isolée des bastions industriels.
De nouvelles tourbières avaient été mises en culture pendant la Première guerre mondiale au sud, et ce mouvement se maintint sous la République de Weimar. Au mois d'octobre 1929, l'Administration des Domaines reçut l'autorisation de mettre en vente 109 parcelles supplémentaires pour les particuliers. Deux ans plus tard, ce nouveau quartier reçut le nom de Bentstreek, qui rappelle l'abondance de la molinie à cet endroit (streek signifie « bande de terre »). Encore en 1930, il se créait un nouveau village à Wiesedermeer : « Neu-Wiesedermeer ».

### L’ère nazie
En prévision des élections au Reichstag de mars 1933, les responsables du SPD et du Parti communiste de l'arrondissement de Wittmund avaient essayé de former une coalition, mais la direction régionale de Brême interdit aux Communistes frisons d'entreprendre quoi que ce soit en ce sens. Ainsi le parti nazi remporta 71 % des voix dans l'arrondissement de Wittmund, ce qui, avec le Parti national du peuple allemand représentait un cartel nationaliste de 86 %. Les responsables nazis ordonnèrent alors l'occupation de plusieurs mairies de l'arrondissement, ce qui se fit sans opposition.
« La transition du régime républicain au régime nazi, après le coup d’État de Hitler le 30 janvier 1933, se fit plus ou moins brutalement dans l'arrondissement de Wittmund. Les nazis y avaient déjà plusieurs fois triomphé, si bien que la prise de pouvoir ne rencontra pratiquement plus d'opposition »
— Inge Lüpke-Müller, Der Landkreis Wittmund zwischen Monarchie und Diktatur, p. 76
Comme l'agglomération était déjà un bastion du parti nazi sous la République de Weimar, plusieurs autorités vinrent s'y établir sous le nazisme. Le représentant de Friedeburg, Bohnens, d'abord chef de section (Kreisleiter) du parti nazi à Wittmund, devint député au Reichstag. Dans la semaine qui suivit les élections au Reichstag de mars 1933 eurent lieu les élections au Landtag de Basse-Saxe, qui portèrent à la présidence de l'assemblée de Hanovre un marchand nazi de Friedeburg, Diedrich Oltmanns.
Les conseillers locaux des bourgades constituant l'agglomération, qui n'étaient pas membres du parti furent démis de leurs fonctions, à l’exception d’Abickhafe, où l'ancien maire conserva son mandat jusqu'en 1945. À Etzel, huit personnes furent opérées en vertu de la Loi sur la stérilisation forcées. Les juifs, peu nombreux dans la région, furent relativement épargnés par la répression, qui se concentra à Esens, Wittmund et Neustadtgödens.
Au cours de la seconde guerre mondiale, la commune abrita plusieurs camps de prisonniers. Les détenus étaient employés dans l'agriculture et l'exploitation des tourbières. Le bourg fut pratiquement épargné par le conflit. Avec la capitulation de la Wehrmacht, la Frise Orientale fut occupée par des troupes canadiennes et polonaises. Les prisonniers de guerre allemands furent détenus dans des camps au nord du canal de l'Ems à la Jade, c'est-à-dire au Nord de Reepsholt.

### L'Après-guerre
L'internement des prisonniers allemands lors de la capitulation fit bondir la population de l'arrondissement de Wittmund à son maximum historique. Les villages de la commune de Friedeburg abritaient à l'été 1945 une multitude de réfugiés des anciens territoires orientaux du Reich. Rien qu'à Bentstreek, il se créa 25 nouvelles exploitations agricoles, dont 18 exploitations lainières d'une superficie comprise entre 14 et 18 ha.
Au terme du conflit, la mécanisation des années 1930 avait fait de l'agriculture le premier bassin d'emploi local mais peu à peu le secteur primaire recula au profit des secteurs secondaire et tertiaire. Il y avait encore en 1960 à Etzel 127 exploitations agricoles, mais dès 1971 il n'en restait plus que 78 et en 1997, 10 à plein temps et quatre comme ressource d'appoint. Simultanément, le nombre de gens faisant la navette vers les grandes villes voisines augmentait nettement, comme le montre l'exemple d'Etzel : là, en 1950, seulement 4,7 % des actifs travaillaient à l'extérieur, mais en 1961 c'était déjà 30 % et en 1971 52 %. Pour le bassin de Friedeburg, les emplois étaient localisés à Wilhelmshaven et à Schortens depuis le transfert du fabricant de machines à écrire Olympia dans le quartier de Roffhausen. L'usine Olympia attira en 1965 des travailleurs de tous les villages de l'agglomération, surtout des faubourgs sud et sud-est. Il y avait une annexe dans le quartier de Wiesmoor. Près de 10 % des employés d'Olympia faisaient la navette depuis l'arrondissement de Wittmund.
En 1970, le gouvernement fédéral décida d’utiliser les cavernes de l'endroit pour y stocker une partie des Réserves stratégiques fédérales de pétrole et de gaz, particulièrement dans la localité d'Etzel. C'est devenu depuis l'un des principaux puits de stockage allemands.
La réforme administrative du 16 août 1972 déboucha sur la fusion des communes de Bentstreek, Etzel, Friedeburg, Hesel, Horsten, Marx, Reepsholt, Wiesede et Wiese-der-Meer. La réforme des institutions régionales de 1977 devait proclamer la fusion des arrondissements de Wittmund et de Friesland, avec pour chef-lieu Wittmund ; mais une plainte déposée devant le tribunal constitutionnel de Bückeburg annula cette mesure, et le 1er janvier 1980 l'arrondissemenr de Wittmund était rétabli.
La réforme de 1972 a entraîné la modernisation des infrastructures de Friedeburg, avec l'ouverture d'un groupe scolaire, l'aménagement d'une zone industrielle et d'une pépinière d'entreprise dans le quartier de Rußland (à l'ouest du centre-ville), puis d'une nouvelle zone commerciale en ville. Depuis les années 2000, une zone d'activité a vu le jour à la limite de Friedeburg et de Marx.

## Religion
L'évangélisation du pays fut entreprise dès l'époque carolingienne. La congrégation religieuse de Reepsholt, sans doute la plus ancienne de Frise Orientale, est mentionnée dès 983 dans les sources. Elle donna naissance à la communauté chrétienne de Reepsholt, qui érigea son église dès le XIIIe siècle. À Horsten il y eut, avant l'église actuelle, deux églises en bois remontant au haut Moyen Âge. La commune fut touchée par la Réforme dès les années 1520, et Friedeburg, comme tout l'arrondissement de Wittmund et d'ailleurs la Frise Orientale, est massivement de confession luthérienne. Les 28 temples et les deux salles ecclésiale accueillent les 42 000 luthériens du Harlingerland (pour une population d'environ  60 000 habitants). Les arrondissements de Wittmund et d’Aurich présentent la plus forte densité relative de protestants de toute l'Allemagne. Les congrégations dépendent de l'Église de Harlingerland, une subdivision du consistoire de Frise Orientale, au sein de l’Église luthérienne du Hanovre. Les cinq congrégations sont celles de Marx, de Horsten, d’Etzel, de Friedeburg et de Reepsholt avec la petite communauté de Wiesede. La congrégation de Friedeburg est la plus récente : elle est issue d'une scission avec celle de Reepsholt en 1992.
Friedeburg est donc une ville protestante ; la communauté catholique la plus proche est la paroisse Saint-Joseph à Neustadtgödens, qui compte, de par son étendue, 660 membres. Elle dépend du décanat du Diocèse d'Osnabrück.
Depuis l'arrivée d'une main d'œuvre immigrée et de réfugiés majoritairement bosniaques, il existe une communauté de Musulmans qui est pour l'instant privée de lieu de culte. Les mosquées les plus proches se trouvent à Oldenbourg et Wilhelmshaven.

## Langue

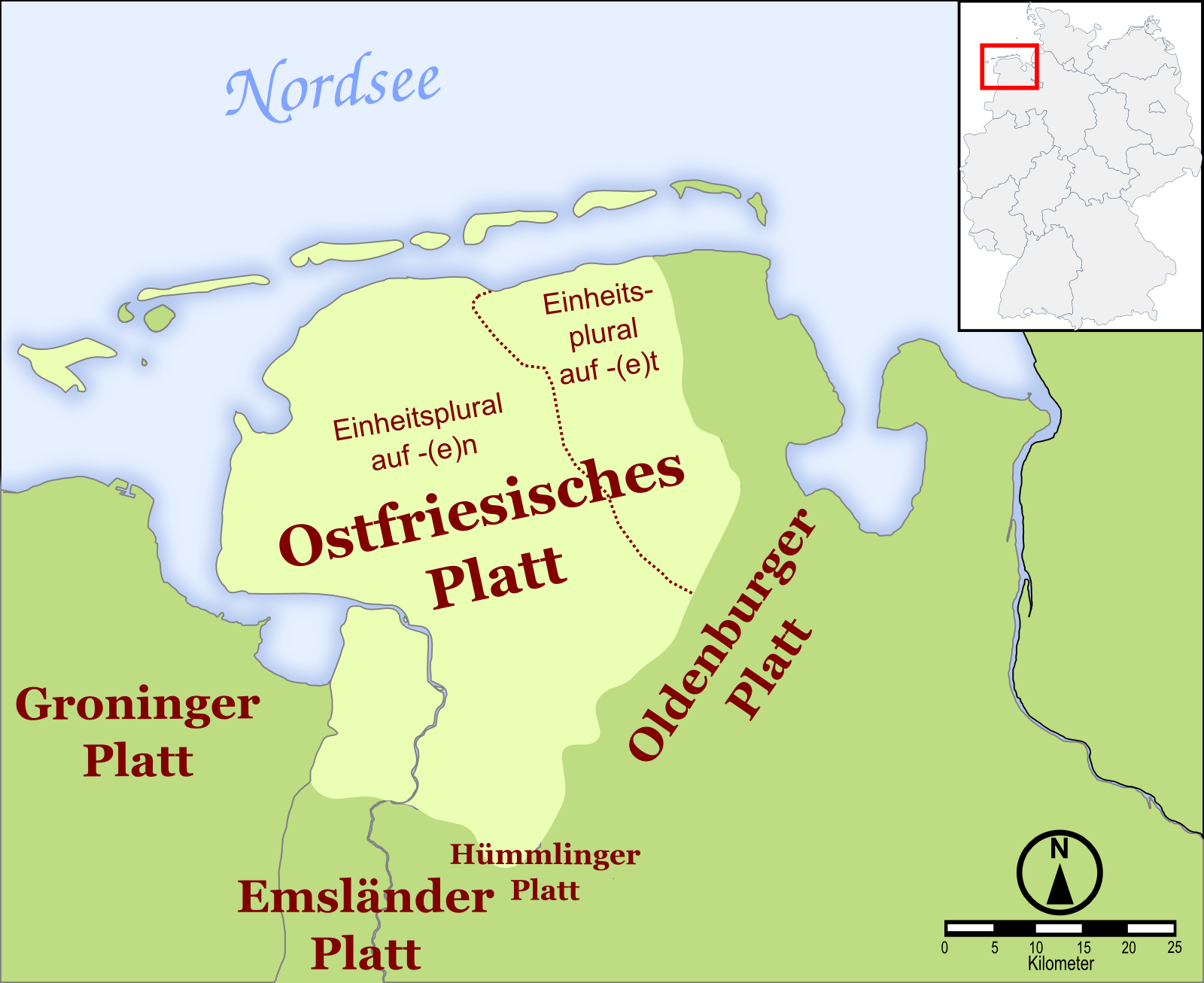
Répartition géographique des locuteurs du Frison oriental et de son principal dialecte, le Harlinger Platt.

À Friedeburg, outre le bas-saxon, on parle le Frison oriental. Tout à fait à l'est, on emploie même un dialecte particulier, le Harlinger Platt. Il ne se distingue pas seulement par des particularités lexicales, mais aussi par certaines tournures grammaticales typiques des parlers anglo-frisons. Ainsi, dans la région de Friedeburg, comme dans le reste de l'Allemagne du Nord, on emploie le mot ges(ch)nackt pour « parler, dire » (en allemand reden/sprechen), alors qu'en allant vers les Pays-Bas on utilise plutôt le verbe proten (apparenté au néerlandais praten). Dans le Harlingerland, les verbes se conjuguent à la première personne du pluriel avec la désinence (e)t et non (e)n comme dans la région ouest. Pour dire « nous parlons » (en allemand Wir sprechen) on dit ainsi à Friedeburg Wi s(ch)nackt, et dans le pays d'Ems Wi proten.

## Culture et curiosités touristiques

### Les églises

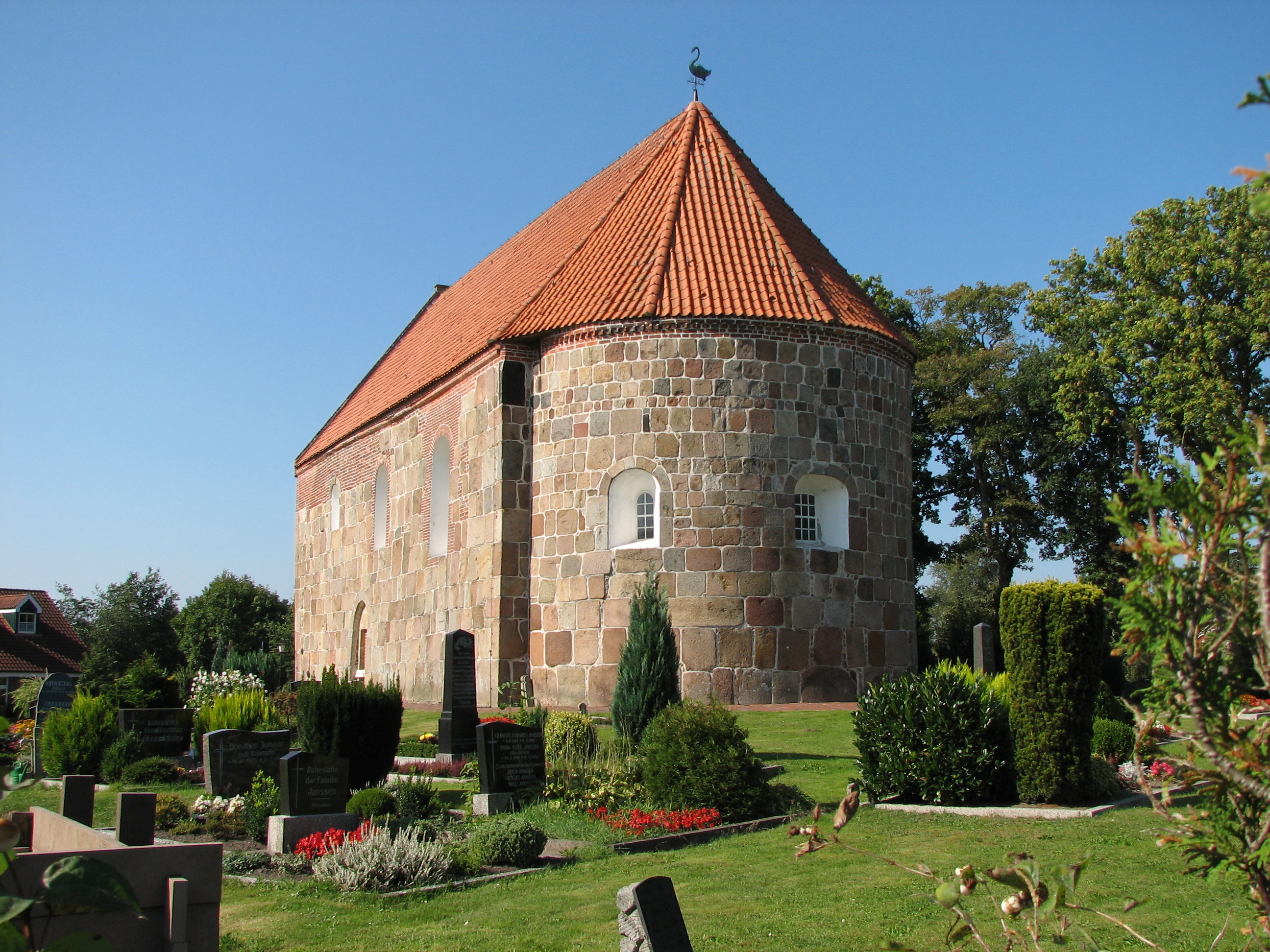
L'église Saint-Marc de Marx.

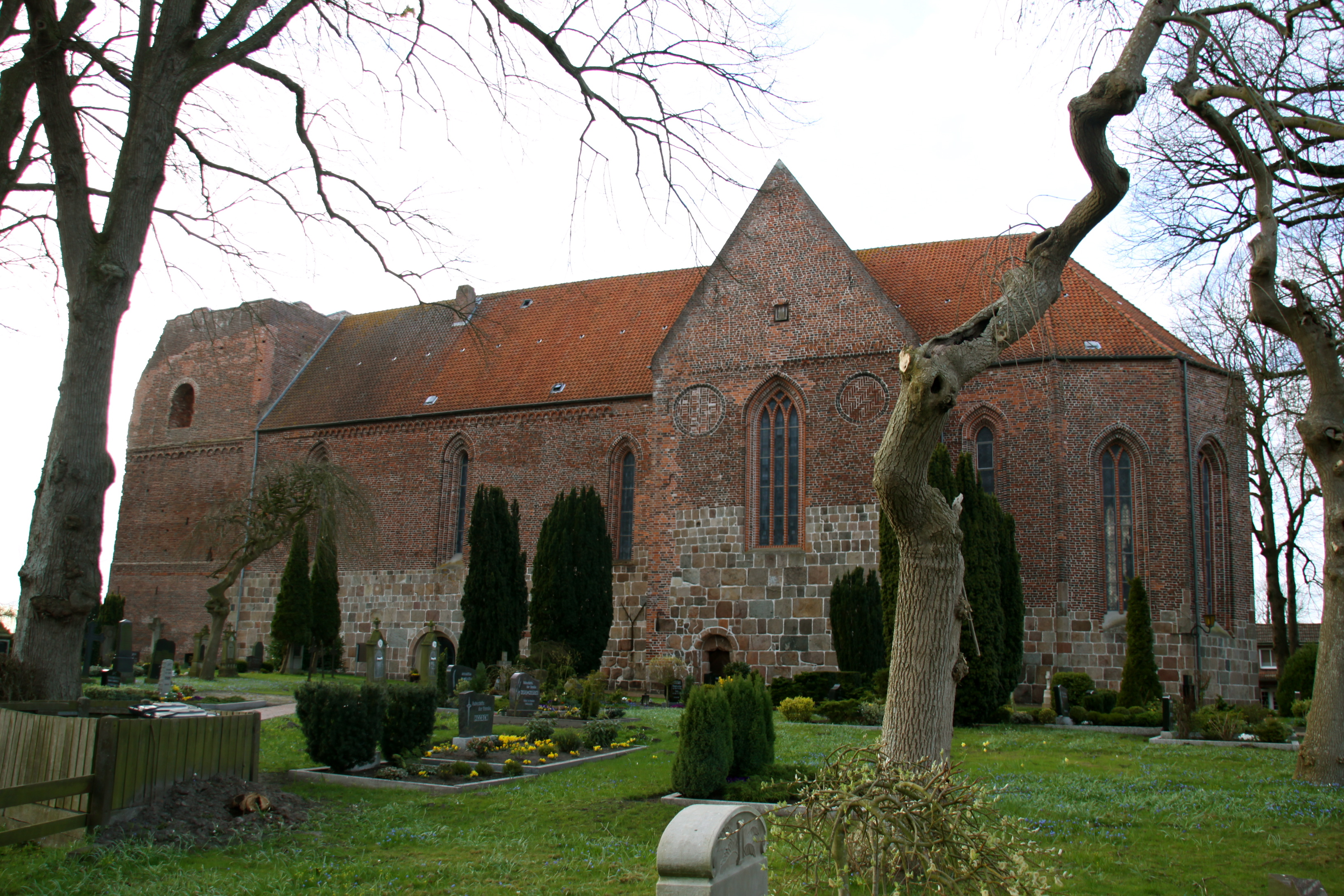
L'église Saint-Maurice de Reepsholt

L’église romane Saint-Marc de Marx, la plus ancienne et la mieux conservée de Frise orientale, commencée à la fin du XIIe siècle, n'a d'abord été qu'une salle absidiale à une seule nef. Les blocs de granit multicolores et dépareillés formant ses parements ont été abandonnés à la dernière glaciation. Des fonts baptismaux en granit contemporains de la construction de l'église, il ne subsiste qu'un fragment. La crypte abrite les sépultures de huit membres de la famille von Capelle (XVIIIe siècle). L'orgue et son buffet de style Biedermeier a été assemblé par Johann Gottfried Rohlfs entre 1820 et 1823. Il se trouvait à l'origine dans l’abside au-dessus de l'autel ; il a été transféré dans la galerie ouest en 1957-58.
L'église Saint-Maurice de Horsten, qui remonte à la première moitié du XIIIe siècle, reprend le plan d'une abside, mais c'est un édifice en briques bâti sur des fondations en granit. Le mobilier de l'église de Horsten est d’époque baroque. Le panneau inférieur du retable de l'autel aus du milieu du XVIIe siècle représente la Sainte Cène, das obere la Crucifixion. La chaire est datée de 1655, les bancs de 1684, les deux tribunes jouxtant l'abside de 1698 et le lustre en bronze, de 1732. Comme à  Marx, le plafond est plat, à poutres apparentes. L'orgue, construit entre 1731 et 1733 par le facteur Samuel Schröder de Jever est le seul de ce constructeur qui soit conservé. Sept de ses huit registres d’origine sont encore intacts. Le clocher, sur l'aile Est, date du XIIIe siècle.
L'église Saint-Martin d'Etzel, édifiée en 1240, est elle aussi en briques, fondée sur des pierres d'assise en granit. L'abside orientale porte encore l'amorce d'une arche de l'ancien mur. L'intérieur est dominé par le retable de l'autel, qui touche presque la charpente du plafond et remonte sans doute à Hinrich Cröpelin (entre 1680 et 1690). Il représente de bas en haut quatre moments de la vie de Jésus : sa naissance, la Sainte-Cène, la Crucifixion et la Résurrection. La chaire, dont les panneaux portent l'effigie des quatre Évangélistes, est du même artiste. C'est le pharmacien et naturaliste Albert Seba, originaire d’Etzel, qui consacra en 1713 les baptistères en charpente et les deux tableaux. De l'orgue Janssen, on n'a conservé que le buffet de 1864, que la firme P. Furtwängler & Hammer a équipé en 1928 d'une soufflerie moderne.
L'église romano-gothique Saint-Maurice de Reepsholt est une église-nef du  XIIIe siècle à plan en croix avec chœur polygonal. La tour ouest, en ruines depuis le siège de la ville en 1474, a été ajoutée au XIVe siècle. Les déprédations de la guerre de trente ans entraînèrent la destruction d'environ un tiers de la nef. La plus ancienne pièce de mobilier est un bénitier en granit, qui selon certaines sources aurait été consacré par l’évêque Willehad au VIIIe siècle, et  était conservé autrefois dans la chapelle d'Abickhafe. L'orgue de Johann Friedrich Wenthin, du baroque tardif (1788-89), est encore pour l'essentiel dans son état d'origine.
Deux églises de Friedeburg datent du XXe siècle : à Wiesede, la congrégation protestante de Reepsholt racheta dans les années 1960 les bâtiments de l'école communale de 1913 et en fit une chapelle. La congrégation-fille de Friedeburg Zum guten Hirten prit son autonomie en 1992 de Reepsholt. Sa salle paroissiale, datant de 1978, est la plus récente du Harlingerland.

### Édifices profanes

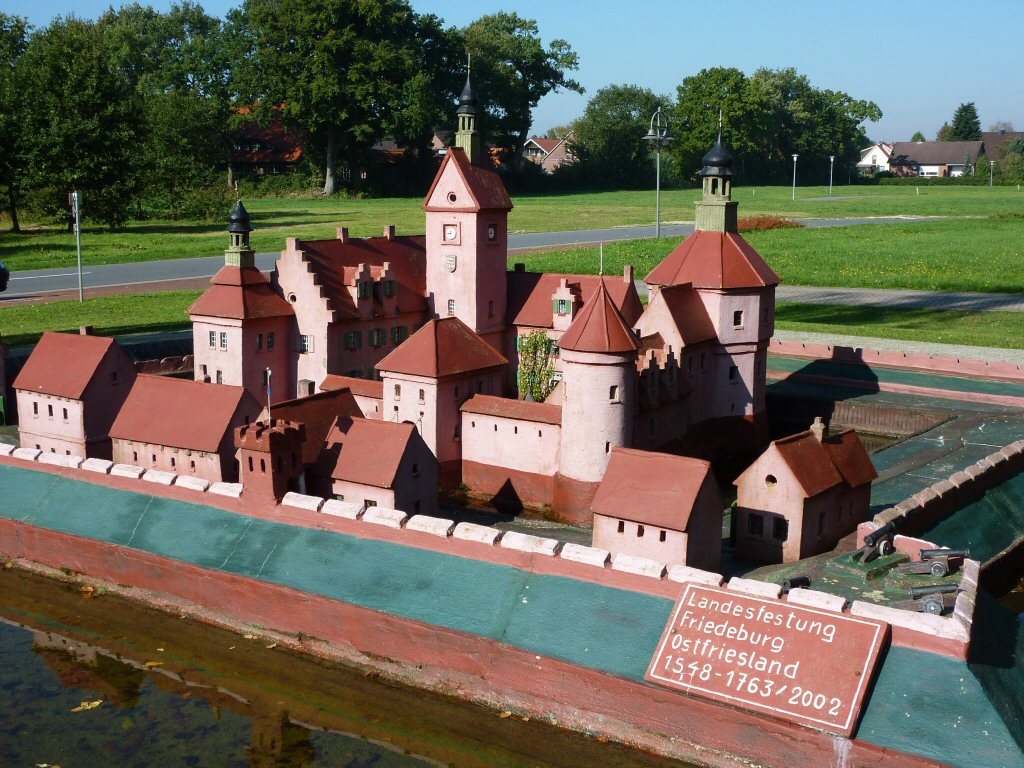
Maquette du château fort de Friedeburg

Le terrain où se dressait naguère le château fort se trouve à l'entrée sud-est de Friedeburg. Détruit en 1763, on reprit en 1775 les fondations d'une de ses tours pour édifier un moulin à vent. Ce monument a été abattu en 1981, et la municipalité a converti sa plate-forme en belvédère : le relief pratiquement absent fait que la moindre élévation permet d'embrasser d'un coup d’œil tout le pays.
On peut voir depuis 2002 dans la Wieseder Straße une maquette du château. Le terrain donne une idée de l'étendue de cette forteresse, autrefois l'une des plus grandes de Frise Orientale et rempart contre les invasions saxonnes.
Des sept moulins à vent autrefois installés dans la région, il ne subsiste plus que celui de Horsten. Ce moulin à galerie date de 1838 et a été endommagé à plusieurs reprises au cours du XXe siècle : au bombardement de 1941 a succédé une tempête en 1972. Quatre ans plus tard il fallait démonter les pales. Le moulin a pu être restauré grâce aux pouvoirs publics, au point qu'on peut continuer à moudre de la farine avec.
Parmi les édifices typiques de la Frise, on peut aussi voir de nombreuses fermes à ossature croisée, appelées localement Gulfhäuser. À Friedeburg, on les trouve surtout à l'ouest des marécages, autour des tourbières et des geest ; compte tenu de la pauvreté des sols, elles n'ont dans ces derniers cas qu'une petite taille.
Parmi les singularités du littoral frison, il y a un grand nombre de maisons en brique émaillée ; à Friedeburg, ces maisons ne sont pas de la couleur rouge clair typique de Frise, mais plutôt de cette teinte marron foncé propre à l'arrondissement de Frise, et que l'on retrouve jusqu'à Wilhelmshaven.

### Les grottes d'Etzel

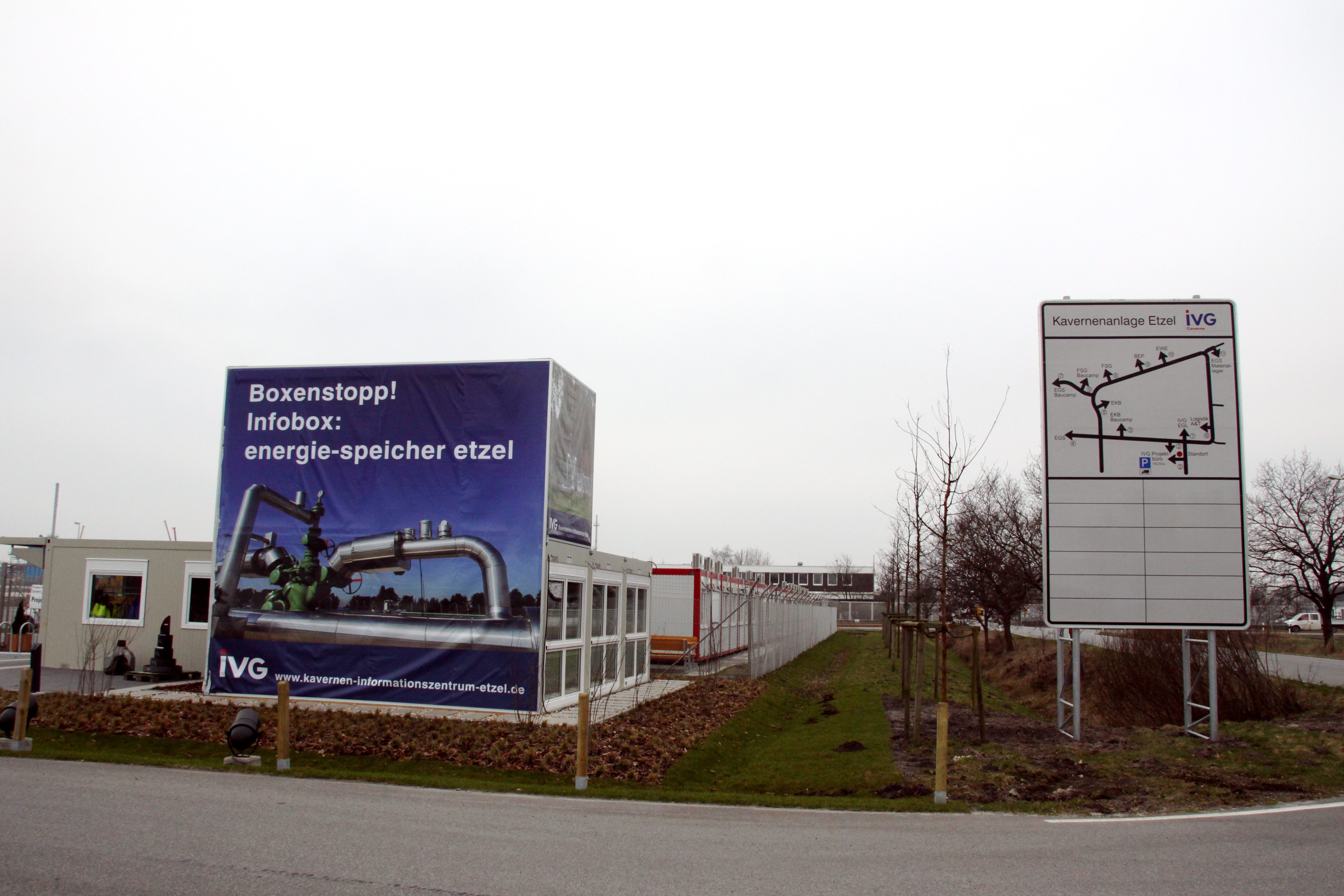
Centre d'information des cavernes d’Etzel

Le sous-sol du quartier d'Etzel, qui recèle des bancs de sel gemme où des poches de dissolution se sont formées, abrite une « proportion respectable » des Réserves stratégiques fédérales de pétrole et de gaz naturel. Outre l'existence de ces réservoirs naturels souterrains (cf. § Géologie), l'élément décisif pour le choix de ce site fut la proximité d'un des plus grands ports pétroliers d'Allemagne, Wilhelmshaven. Le terminal pétrolier de Nord-West-Œlleitung GmbH (NWO), où le pétrole est transbordé, se trouve à moins de 25 kilomètres et est connecté à des oléoducs et gazoducs. Les gazoducs desservent Emden et Dornum, où le groupe norvégien Statoil achemine du gaz extrait des puits de la Mer du Nord. Depuis le milieu des années 1980, Statoil stocke son gaz à Etzel, du fait de l'obligation de pallier une pénurie. Toute l'Allemagne du Nord est reliée au réservoir souterrain d'Etzel par le gazoduc Norddeutsche Erdgas-Transversale (NETRA). Les réservoirs alimentent aussi le distributeur frontalier de Bunde/Oude Statenzijler via l'oléoduc de Bunde-Etzel (BEP) long de 60 km et desservent ainsi le marché gazier néerlandais.
Les puits souterrains, propriétés de la holding IVG Immobilien, ancienne entreprise familiale aujourd'hui cotée à la bourse de Francfort, sont exploités par plusieurs sociétés dont : Crystal filiale fridebourgeoise de Énergie Baden-Württemberg et d’Électricité de France. La société Viking est financée par des fonds BP, DONG Energy et Gazprom. ESE Erdgasspeicher Etzel GmbH est une filiale de E.on (E.on Gas Storage), OMV et Verbundnetz Gas.Toutes ces entreprises contribuent fortement à la taxe professionnelle de Friedeburg.
Un réservoir de gaz naturel d'une capacité de 2 000 000 000 m3 devrait entrer en exploitation en 2014. Les superstructures nécessaires à la distribution occuperont une superficie de 11 ha. L'investissement correspondant est estimé à 356 000 000 €.

## Personnalités
L'homme le plus célèbre de Friedeburg est le pharmacien et naturaliste Albert Seba (né le 12 mai 1665 à Etzel; † 3 mai 1736 à Amsterdam), L'hydraulicien Tönjes Bley (né le 21 janvier 1757 dans la ferme de Friedeburg appelée Horster Grashaus ; † 18 décembre 1814 à Aurich), fit creuser le chenal de Treckfahrtstief, première ébauche du canal d’Ems-Jade. Le député SPD Günter Peters (né en 1944 à Wiesede), fut de 1994 à 1998 député du Landtag de Basse-Saxe. Le sculpteur Thorsten Schütt habite dans le quartier de Horsten. Doris Janssen-Reschke a été l'une des premières femmes-pasteur de l'église luthérienne régionale de Hanovre, et affectée à la paroisse de Friedeburg.

### Source
- (de) Cet article est partiellement ou en totalité issu de l’article de Wikipédia en allemand intitulé « Friedeburg » (voir la liste des auteurs).